# Фултонська промова
Фултонська промова — виступ колишнього прем'єр-міністра Великої Британії Вінстона Черчилля, що перебував у США на відпочинку, як приватна особа, 5 березня 1946 р. у Вестмінстерському коледжі у містечку Фултон (Міссурі), США. Радянською пропагандою цей виступ був оголошений початком Холодної війни. Проте аналіз документів СРСР та США свідчить про те, що конфронтація почалася раніше — принаймні з «Довгої телеграми» Джорджа Кеннана від 22 лютого 1946. У промові Черчилля йшлося про зміну фашистського ворога комуністичним та пролягання через Європу, від Балтики до Адріатики, «залізної завіси».
Назва промови, Sinews of Peace означає рушійні сили миру, вона є перифразом англійського виразу the sinews of war — засоби (гроші та матеріальні ресурси), необхідні для ведення війни (дослівно: sinew — сухожилля, sinews — м'язи, рушійні сили). У своїй промові Черчилль описує рушійні сили миру і будує начерк системи захисту світу від двох головних загроз — війни та тиранії.
Українською мовою в перекладі Андрія Даниленка та Сергія Вакуленка її надруковано під назвою «Мускули миру» в газеті «Вечірній Харків» (8 червня 1990 р., сс. 4-5). Інший переклад з'явився у виданнях: Документи та матеріали з історії міжнародних відносин періоду холодної війни / Укл. О. І. Сич, А. В. Мінаєв. — Чернівці: Рута, 2008. — С. 5-20; Сич О. І., Мінаєв А. В. Світ у другій половині XX — на початку XXI ст.: основні тенденції політичного та соціально-економічного розвитку: Навчальний посібник. — Чернівці: Наші книги, 2010. — С. 107—120.